# Imaginària
Una imaginària és un servei de guàrdia d'ordre, exercit per un militar amb la funció de substituir durant la nit el militar que realitza la també guàrdia d'ordre de caserna.
Normalment, la imaginària està composta per quatre soldats d'imaginària en guàrdia de caserna de dues hores.
També s'anomena imaginària el militar designat per a una guàrdia d'armes com a suplent dels titulars, que haurà d'estar localitzable i es podrà absentar a un màxim de dues hores de la caserna.
Per extensió, també s'anomena imaginària tot militar designat com a suplent per a qualsevol tipus de servei o guàrdia, sigui aquesta d'ordre, d'armes o d'un servei de qualsevol altra índole.